# Real Federación Española de Fútbol
Real Federación Española de Fútbol (svenska: Kungliga Spanska Fotbollsförbundet) förkortat RFEF, är Spaniens fotbollsförbund.
Det har sitt förbundskansli vid anläggningen La Ciudad del Fútbol i Las Rozas utanför Madrid. Förbundet grundades 1909 och ansvarar för all organiserad fotboll i landet. Det organiserar de tre högsta serierna Primera División, Segunda División och Segunda División B själva och får hjälp av lokala fotbollsförbund med att organisera de lägre serierna. RFEF ansvarar också för de spanska herr- och damlandslagen såväl som alla ungdomslandslag. Det ansvarar även för Spaniens fútsal-landslag.
Det spanska fotbollsförbundet gick med i Fifa 1913 och blev medlem i det europeiska fotbollsförbundet Uefa 1954.

## Turneringar
RFEF organiserar också flera turneringar:

### Nationella cuper
- Campeonato de España/Copa del Rey
- Supercopa de España
- Copa Federación

### Damturneringar
- Superliga Femenina
- Liga Nacional Femenina
- Copa de la Reina

### Ungdomsturneringar
- Copa de Campeones Juvenil de Fútbol
- Copa del Rey Juvenil de Fútbol
- División de Honor Juvenil
- Liga Nacional Juvenil

## Meriter

### Herrlandslaget
- Världsmästerskap
  - Vinnare (1): 2010
  - Fjärde plats (1): 1950
- Europamästerskap
  - Vinnare (3): 1964, 2008, 2012
  - Andra plats (1): 1984
- Fifa Confederations Cup
  - Tredje plats (1): 2009
- Olympiska spelen
  - Guld (1): 1992
  - Silver (2): 1920, 2000

## Presidenter
| - 1913–16 – Francisco García - 1916–20 – Gabriel Maura - 1921–23 – David Ormaechea - 1923–24 – Gabriel Maura - 1924–26 – Julián Olave - 1926–27 – Antonio Bernabéu - 1927–31 – Pedro Díez de Rivera (Marqués de Someruelos) | - 1931–36 – Leopoldo García - 1939–40 – Julián Troncoso - 1940–41 – Luis Saura - 1941–46 – Javier Barroso - 1946–47 – Jesús Rivero - 1947–50 – Armando Muñoz - 1950–52 – Manuel Valdés - 1952–54 – Sancho Dávila | - 1954–56 – Juan Touzón - 1956–60 – Alfonso de la Fuente - 1960–67 – Benito Pico - 1967–70 – José Luis Costa - 1970–75 – José Luis Pérez-Paya - 1975–84 – Pablo Porta - 1984–88 – José Luis Roca - 1988–2017 – Ángel María Villar |